# Chroicoptera vidua
Chroicoptera vidua är en bönsyrseart som beskrevs av Stal 1856. Chroicoptera vidua ingår i släktet Chroicoptera och familjen Mantidae. Inga underarter finns listade i Catalogue of Life.